# 清瀧信宏
清瀧信宏 BFA（日语：／ Kiyotaki Nobuhiro ?，1955年6月24日—） ，日本經濟學家、美國普林斯頓大學教授，池田銀行清瀧家族成員。文化功勞者。
清瀧是新兴凯恩斯学派的重量級學者，曾與约瑟夫·斯蒂格利茨同樣師從宇澤弘文。

## 早年生活與教育
1955年6月24日，清瀧信宏出生於日本大阪府，其父是池田銀行前行長清瀧一也。
東京教育大學附屬高校（現筑波大學附屬高校）畢業後，考入東京大學教養學部，之後轉入經濟學部，進入「日本理論經濟學之父」宇澤弘文教授的研究室，1978年畢業。其後赴美，取得哈佛大學經濟學碩士、博士學位。

## 學術生涯
1985年開始，他陸續擔任美國威斯康辛大學麥迪遜分校經濟學系副教授、美國明尼蘇達大學副教授、明尼阿波利斯聯邦儲備銀行客座研究員、英國倫敦政經學院（LSE）教授，並曾於加拿大西安大略大学、日本一橋大學、美國麻省理工學院客座教授兼任。
清瀧於2006年開始擔任普林斯頓大學教授，他也是紐約聯邦儲備銀行資深經濟學家暨學術顧問。
清瀧名列2013年講談社特刊「改變日本的天才」之一，名單中的大村智後來獲得了2015年諾貝爾生理學或醫學獎。

## 研究內容
1987年，清瀧信宏與奧利維爾·布蘭查德一起證明了壟斷競爭對總需求乘數的重要性，成為大多數新凱恩斯主義宏觀經濟模型的壟斷競爭假設的基礎。
其後，清瀧又與蘭德爾·萊特提出一個貨幣角色模型「清瀧-萊特模型」（Kiyotaki–Wright model），證明貨幣如何在大量不同類商品間、不同交易系統間提昇經濟效率。該模型也為威廉·斯坦利·杰文斯提出的古老觀點「雙重需求巧合抑制貿易」賦予了正式規範。
1997年，清瀧與約翰·哈德曼·摩爾提出「清瀧-摩爾模型」，證明一個經濟上的小震盪，如何透過房地產價格和信貸供應限制之間的相互作用成為大波動，從而釀成經濟衰退。
清瀧也與松山公紀（西北大學教授）、松井彰彥（東京大學教授）開展貨幣考察研究。

## 榮譽
- 1997年 - 日本經濟學會中原獎（日语：中原賞）
- 1999年 - 歐洲經濟學會葉留揚森獎（英语：Yrjö Jahnsson Award）（與約翰·哈德曼·摩爾）
- 2010年 - Stephen A. Ross Prize in Financial Economics
- 2010年 - 湯森路透引文桂冠獎（與約翰·哈德曼·摩爾）[8]
- 2015年 - 法蘭西銀行2014 Senior Prize of BDF-TSE in Monetary Economics and Finance[9][10]
- 2020年 - 文化功勞者[11]
- 2020年 - BBVA基金會前沿知識獎（英语：BBVA Foundation Frontiers of Knowledge Award）（與約翰·哈德曼·摩爾）

### 從屬學會
- 英國國家學術院院士
- 計量經濟學會會員[12]
- 歐洲經濟學會會員[12]
- 日本經濟學會會員[12]

## 主要著作

### 学術論文
- Blanchard, Olivier; Kiyotaki, Nobuhiro.  (pdf). American Economic Review. 1987, 77 (4): 647–66  [2021-10-07]. JSTOR 1814537. （原始内容存档 (PDF)于2021-09-17）.
- Kiyotaki, Nobuhiro; Wright, Randall.  (pdf). Journal of Political Economy. 1989, 97 (4): 927–54  [2021-10-07]. JSTOR 1832197. doi:10.1086/261634. （原始内容存档 (PDF)于2016-03-04）.
- Kiyotaki, Nobuhiro; Wright, Randall.  (PDF). American Economic Review. 1993a, 83 (1): 63–77  [2021-10-07]. JSTOR 2117496. （原始内容 (pdf)存档于2015-09-23）.
- Kiyotaki, Nobuhiro; Matsui, Akihiko; Matsuyama, Kiminori. . The Review of Economic Studies. 1993b, 60 (2): 283–307. JSTOR 2298058.
- Kiyotaki, Nobuhiro; Moore, John H.  (pdf). Journal of Political Economy. 1997, 105 (2): 211–248  [2021-10-07]. doi:10.1086/262072. （原始内容存档 (PDF)于2021-09-17）.

## 外部連結
- （英文）普林斯頓大學Nobuhiro Kiyotaki主頁 （页面存档备份，存于）
- （英文）倫敦政經學院Nobuhiro Kiyotaki主頁
- （日語）懸念は財政、金融政策で名目賃金の上昇を （页面存档备份，存于）
- （中文）與2010年諾貝爾經濟學獎“擦肩而過”的科學家：清瀧信宏－國際－財經頻道－中工網